# Блос, Анна
Анна Блос (нем. Anna Blos; урождённая Томашевская (пол. Tomasczewska); 4 августа 1866, Лигниц, Пруссия — 27 апреля 1933, Штутгарт, Германия) — немецкая политическая деятельница, член СДПГ.

## Биография
Родилась в семье старшего полкового врача I класса. Когда семья переехала в Штутгарт, родители отдали Анну в пансион «Виктория», а затем в богадельню принцессы Вильгельмины. После этого она поступила в Берлинский университет, где изучала историю, литературу и языки. Затем работала старшей преподавательницей.
В 1905 году вышла замуж за члена рейхстага Вильгельма Блоса и стала домохозяйкой. Являлась постоянной сотрудницей штутгартской газеты Gleichheit.
В 1918 году основала «Ассоциацию штутгартских домохозяек», стала членом школьного совета Штутгарта (позднее первой из женщин заседала в общегерманском школьном совете) и вошла в руководство вюртембергского отделения СДПГ.
В 1919 году была избрана в Веймарское учредительное собрание.
В 1922 году супруги Блос поселились в штутгартском Старом замке. Овдовев в 1927 году, Анна Блос продолжала жить там в одиночестве (детей у супругов не было). 21 декабря 1931 года в замке начался пожар — настолько сильный, что справиться с ним удалось лишь 27 декабря. В результате Блос лишилась не только жилья, но и потеряла богатую библиотеку, собранную ею вместе с мужем.
После прихода нацистов к власти ими была сожжена книга Блос Die Frauenfrage im Lichte des Sozialismus, написанная ею совместно с Анной Гайер, Аделью Шрайбер и Луизой Шрёдер.
Именем Блос названы проезды в Штутгарте и Мюлаккере, а также улица в Вайнштадте. На доме, в котором она жила в Бад-Каннштатте, установлена мемориальная доска.

## Сочинения
- Frauen des Jahres 1848 // Illustrierte Reichsbanner Zeitung. — 1927. — № 12.
- Frauen der 1848er Revolution in Deutschland. Zehn Lebensbilder und ein Vorwort. — Dresden: Verlag Kaden, Silberburg, 1928.
- Frauen in Schwaben. Fünfzehn Lebensbilder. Stuttgart, 1929.
- gemeinsam mit Anna Geyer, Adele Schreiber und Louise Schroeder: Die Frauenfrage im Lichte des Sozialismus. Dresden, 1930.